# Клей-Сіті (Індіана)
Клей-Сіті (англ. Clay City) — місто (англ. town) в США, в окрузі Клей штату Індіана. Населення — 878 осіб (2020).

## Географія
Клей-Сіті розташований за координатами 39°16′37″ пн. ш. 87°6′46″ зх. д. / 39.27694° пн. ш. 87.11278° зх. д. (39.276938, -87.112662).  За даними Бюро перепису населення США в 2010 році місто мало площу 1,40 км², уся площа — суходіл.

## Демографія
Згідно з переписом 2010 року, у місті мешкала 861 особа в 361 домогосподарстві у складі 241 родини. Густота населення становила 615 осіб/км².  Було 436 помешкань (312/км²).
Расовий склад населення:
| - 99,2 % — білих - 0,1 % — азіатів |

До двох чи більше рас належало 0,7 %. Частка іспаномовних становила 0,7 % від усіх жителів.
За віковим діапазоном населення розподілялося таким чином: 24,5 % — особи молодші 18 років, 55,9 % — особи у віці 18—64 років, 19,6 % — особи у віці 65 років та старші. Медіана віку мешканця становила 39,2 року. На 100 осіб жіночої статі у місті припадало 80,5 чоловіків;  на 100 жінок у віці від 18 років та старших — 79,6 чоловіків також старших 18 років.
Середній дохід на одне домашнє господарство  становив 41 088 доларів США (медіана — 34 500), а середній дохід на одну сім'ю — 50 250 доларів (медіана — 42 813). За межею бідності перебувало 22,4 % осіб, у тому числі 41,3 % дітей у віці до 18 років та 14,4 % осіб у віці 65 років та старших.
Цивільне працевлаштоване населення становило 344 особи. Основні галузі зайнятості: освіта, охорона здоров'я та соціальна допомога — 31,1 %, виробництво — 22,7 %, роздрібна торгівля — 12,5 %, транспорт — 7,3 %.